# TV Miramar (Moçambique)
Miramar é uma emissora de TV de sinal aberto, que faz parte da Rede de Comunicação Miramar - TV, Rádio e Meios Digitais. A Rede de Comunicação Miramar, por sua vez, é membro do Grupo Record, um dos maiores grupos de comunicação em língua portuguesa do mundo, e esta rede é afiliada da Record. Desde 2020, Leandro Pinheiro é o atual Administrador Executivo do Grupo Miramar.
Transmite o seu conteúdo de forma gratuita através da TMT, no canal 3, para todas as províncias de Moçambique. A Miramar também está presente nas principais distribuidoras TV por assinatura do país: DSTV (canal 709), TVCABO (canal 02), GOTV (canal 94), Startimes (Canal 04) e também via TV Online através do seu site.

## História
A Rede de Comunicação Miramar iniciou suas atividades em 1995, com a Rádio Miramar e em 1997 com a Televisão. Foi a primeira estação de televisão do país a emitir a sua programação via internet, para todo o mundo, através de seu website. Actualmente, também é possível acompanhar a programação através da sua página da internet, no Facebook, e alguns programas são emitidos em simultâneo com a Rádio Miramar. Conquistou ao longo dos anos todos os principais prémios nacionais e internacionais na área do Entretenimento e Informação, com destaque para dois Prémios CNN de Jornalismo Africano e dois Prémios Luso de Melhor Programa de Turismo em Língua Portuguesa, entre outros.[carece de fontes?]

## Programas Nacionais

### Programas produzido 100% em Moçambique
- Interação Matinal
- MZ no Ar
- Belas Manhãs
- Balanço Geral
- Atracções
- Só Rindo
- Fala Moçambique
- Economia & Negócios
- Contacto Directo
- Resenha Semanal
- Miramar Desporto
- Cidade Alerta
- FM Entrevista
- FM Podcast
- Super Top
- Tema em Debate
- Alô Família
- Domingo Família
- Sentada Familiar
- Buena Show
- Foi Notícia

## Prémios e indicações
| Ano                                          | Prémio                                                            | Categoria | Indicação                   |
| -------------------------------------------- | ----------------------------------------------------------------- | --- | --------------------------- |
| 2011, 2012 e 2014                            | 100 Maiores Empresas de Moçambique                                | Comunicação Social                                                                                             | Vencedor                    |
| 2014 e 2015                                  | Festival Internacional de Turismo do Porto – Portugal             | Turismo | Vencedor                    |
| 2018 e 2019                                  | Superbrands Moçambique                                            | | Vencedor                    |
| 2010                                         | Mozambique Music Awards 2010                                      | Melhor Programa Musical de TV                                                                                  | Vencedor                    |
| 2010,2011 e 2013                             | Prémio CNN de Jornalismo Africano                                 | Televisão | Vencedor                    |
| 2011 e 2012                                  | Melhores Marcas de Moçambique                                     | Melhor Marca de Televisão                                                                                      | Vencedor                    |
| 2010, 2012 e 2013                            | Prémio SNJ Vodacom                                                | Melhor Programa Jornalístico de Televisão                                                                      | Vencedor                    |
| 2012/13, 2013/14, 2014/15, 2015/16 e 2018/19 | Superbrands Moçambique                                            | Eleita Superbrands                                                                                             | Vencedor                    |
| 2020                                         | CDM Ambiental                                                     | Comunicação Social                                                                                             | Venceu                      |
| 2021                                         | Prémio Jornalismo Moza Banco                                      | Televisão | Venceu                      |
| 2022                                         | Prémio Nacional Jornalismo Segurança Social                       | Televisão | Venceu                      |
| 2022                                         | Prémio de Jornalismo para a Nutrição e Segurança Alimentar        | Televisão | Venceu                      |
| 2022                                         | Autoridade Tributária                                             | Televisão | Menção Honrosa              |
| 2023                                         | Media Club                                                        | Televisão - Categorias Serviços Informativos Populares, e Economia e Negócios                                  | Vencedor                    |
| 2023                                         | Festipub                                                          | Televisão do Ano em Moçambique                                                                                 | Vencedor                    |
| 2023                                         | 3ª Edição do Prémio Nacional de Jornalismo Sobre Segurança Social | Televisão | Vencedor                    |
| 2024                                         | 8ª edição do Prémio Lusófonos da Criatividade                     | Eventos Cultural e Melhor Uso de Media em Auto-Promoção                                                        | Vencedor[carece de fontes?] |
| 2024                                         | 1º edição do Prémio Escolha do Consumidor                         | A Melhor Estação de Rádio do País; Melhor Apresentador de Notícias de Moçambique; Melhor Influencer de Beleza. | Vencedor[carece de fontes?] |
| 2024                                         | Media Club                                                        | Belas Manhãs eleito melhor na categoria de Educação e Quotidiano                                               | Vencedor                    |
| 2024                                         | Prémio de Jornalismo para a Nutrição e Segurança Alimentar        | Televisão | Venceu                      |
| 2025                                         | Prémio de jornalismo do MISA Moçambique 2024                      | Televisão | Venceu                      |

## Controvérsias
A emissora estreou a telenovela mexicana La que no podía amar no horário nobre, substituindo Jezabel. O primeiro capítulo foi ao ar no dia 3 de dezembro de 2019, porém foi utilizado o mesmo pacote gráfico do SBT na exibição e também nas chamadas, além do uso da dobragem brasileira. No segundo caso não haveria problema, já que segue o português padrão das tramas da Televisa. Em nota, a TV Miramar afirmou que tanto o GC, como os capítulos das telenovelas, foram distribuídos pela Televisa. Já o SBT, anuncia que iria tomar medidas judiciais. Após a polémica, levando inclusive a ameaça de processo por parte do canal brasileiro, no capítulo seguinte, o canal passou a usar seu próprio pacote gráfico, além de mudar as dobragens da trama para uma alternativa.

## Eventos desportivos

### Copa do Mundo
Em 2022 a Miramar adquiriu os direitos de transmissão para TV e rádio do Campeonato Mundial de Futebol no Catar para exibição no território moçambicano, tal como já o tinha feito em 2010 (África do Sul) e 2018 (Rússia).

### Mundial de Futebol Feminino
Em 2023 a Miramar adquiriu os direitos de transmissão para TV e Rádio do Copa do Mundo de Futebol Feminino de 2023 na Austrália e na Nova Zelândia para exibição no território moçambicano, tal como já o tinha feito em 2010 (África do Sul),  2018 (Rússia) e 2022 (Qatar).

### CAN 2024
Em 2024 a Miramar adquiriu os direitos de transmissão para o território moçambicano para o Campeonato Africano das Nações que decorreu na Costa do Marfim.

### FIFA Club World Cup 2025
Em 2025 a Miramar adquiriu os direitos de transmissão] para TV e Rádio para o território moçambicano o FIFA Club World Cup 2025, ocorrido nos Estados Unidos.

## Nova sede da Miramar
A nova sede da Miramar foi inaugurada no dia em que o país completou 48 anos desde a conquista da independência, em 25 de junho de 1975. A inauguração do novo edifício foi realizado pelo Presidente da República de Moçambique, Filipe Jacinto Nyusi.